# بوطالياوية
البوطالياوية (الاسم العلمي: Potalieae) هي قبيلة من النباتات تتبع فصيلة الجنطيانية من الرتبة الجنطيانيات.

## أجناس البوطالياوية
- البوطاليا